# Celama lutulenta
Celama lutulenta is een vlinder uit de familie van de visstaartjes (Nolidae). De wetenschappelijke naam van de soort is voor het eerst geldig gepubliceerd in 1928 door Wileman & West.